# 3H Hajp Hajs Hejt
3H Hajp Hajs Hejt (zapis stylizowany: 3H HAJP HAJS HEJT) – dwudziesty studyjny album polskiego rapera Tedego. Producentem było NWJ, za dystrybucję albumu odpowiadał Asfalt Distro (wydanie fizyczne) oraz Sony Music Polska (dystrybucja cyfrowa).
Nazwa nawiązuje do drugiej płyty rapera pt. 3h hajs hajs hajs. Z założenia artysty wszystko miało być związane z liczbą trzy, dlatego ukazała się 3 marca 2023 roku na 3 nośnikach: CD, płycie winylowej oraz kasecie magnetofonowej.
Na płycie gościnnie pojawili się: O.S.T.R, Tomasz Makowiecki, Mada, Szczyl, Donguralesko, Jacuś oraz Feno.

## Promocja burgerami
Nietypowym działaniem marketingowym było wypuszczenie trzech burgerów: hajp, hajs i hejt. Wszystkie burgery są wegetariańskie.

## Utwory
1. ŚWIAT23
2. ELOVELO
3. RARARA feat. O.S.T.R.
4. FOREVER YOUNG feat. Tomasz Makowiecki
5. ERMAXY
6. BUJAM JAK TO
7. GRAMY TO
8. U-TARG CLAN
9. LIPSYNC
10. SKYNET
11. UNDERGROUND
12. KLIMATY feat. Mada
13. NEOBUHHBAP feat. Szczyl, DJ Buhh
14. MINIAMERYKA
15. UPSS feat. Donguralesko
16. RYJEBANIEWAM
17. BOSS
18. TIKI TIKI SH SH SH feat. Jacuś, Feno
19. SHOPPA
20. PIANISTA
21. WTF